# A6 (Griekenland)
De A6 of Attiki Odos (Grieks: Αττική Οδός) is een autosnelweg in Griekenland. De snelweg verbindt Eleusis met Luchthaven Athene. De autosnelweg is de rondweg (Attiki Odos) van Athene. De lengte van de weg is 65 kilometer, inclusief de gedeelten met de nummers A64 en A65.